# Jean Kluger
Jean Kluger, nascido em Antuérpia (Bélgica) em 31 de março de 1937, é um compositor, editor e produtor musical belga. É também gravador, associado com a Federação Internacional da Indústria Fonográfica - IFPI.

## Biografia
A carreira de Jean Kluger começa em 1957, quando està envolvido na firma de publicação de música de seu pai, Jacques Kluger. Com a morte de seu pai em 1963, ele funda sua própria sociedade, em Bruxelas, a Edições Jean Kluger, e em Paris, dois anos mais tarde, a sociedade Bleu Blanc Rouge com sua esposa Huguette Ferly.
Escreve peças de sucesso para artistas belgas, franceses e tambèm internacionais como Bobbejaan Schoepen, Dalida, Will Tura, Ringo Willy Cat, Sheila, Petula Clark, ou mais Rika Zaraï, Nana Mouskouri e Claude François. 
Com Daniel Vangarde, escreve todos os sucesssos de La Compagnie créole, The Gibson Brothers e Ottawan. Foi também produtor de muitos artista flamencos como Will Tura, Johan Verminnen, Marva, John Terra e Dana Winner.

## Bibliografía
- Robert Wangermée, Pascale Vandervellen: Dictionnaire de La chanson. En Wallonie et à Bruxelles; Mardaga Edizioni,‎ 1995 (ISBN 9782870096000)